# John Robison (Physiker)
John Robison (* 4. Februar 1739 in Boghall, Baldernock, Stirlingshire; † 30. Januar 1805) war ein schottischer Mathematiker, Chemiker und Physiker. Er war Professor für Naturphilosophie (Physik) an der University of Edinburgh. 1783 bis 1798 war er der erste Generalsekretär der Royal Society of Edinburgh.

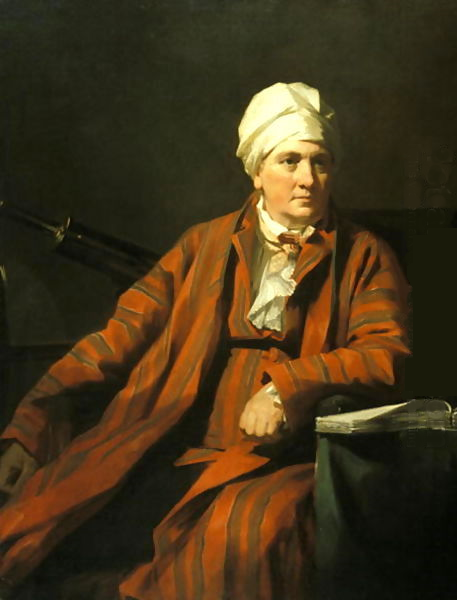
John Robison, Gemälde von Henry Raeburn, 1798

## Leben
Robison war der Sohn eines Kaufmanns aus Glasgow und studierte an der University of Glasgow mit dem Master-Abschluss 1756. Nach kurzem Aufenthalt in London ging er als Midshipman zur Royal Navy und war an den Expeditionen nach Québec und Portugal beteiligt. Er tat sich dort besonders in der Navigation hervor. Nach der Rückkehr arbeitete er für das Board of Longitude, das 1760/61 die Uhr von John Harrison auf einer Seereise nach Jamaika testete. Zurück in Glasgow befasste er sich mit Chemie und wurde 1766 Nachfolger von Joseph Black als Professor für Chemie an der Universität Glasgow. 1770 bis 1773 begleitete er Admiral Charles Knowles als dessen Privatsekretär nach Sankt Petersburg, wo Knowles die russische Marine reformieren sollte und Robison ab 1772 als Professor die Kadetten an der Marineakademie in Kronstadt in Mathematik unterrichtete. Bei der Rückkehr 1773 wurde er Professor für Naturphilosophie an der University of Edinburgh und hielt Vorlesungen über verschiedene Zweige der Physik, die auch als Bücher veröffentlicht wurden. Sein Zugang zu den Naturwissenschaften war sehr praxisorientiert. Er beriet auch Regierungsstellen und Industrie während seiner Zeit als Professor in Edinburgh.
1769 erkannte er vor Coulomb, dass sich gleichartige elektrische Ladungen nach dem Coulomb-Gesetz abstoßen (ebenso wie Henry Cavendish). Er arbeitete mit James Watt zusammen, unter anderem am Projekt eines dampfgetriebenen Wagens, und sagte zugunsten von Watt als Erfinder aus, als dieser in finanzielle Schwierigkeiten geriet. Er gilt auch als Erfinder der Sirene, die er Ende des 18. Jahrhunderts für Orgeln benutzte, noch vor dem Franzosen Charles Cagniard de la Tour (1819).
Robison war Teil der Bewegung der Schottischen Aufklärung. Er schrieb über vierzig Artikel für die Encyclopedia Britannica (3. Auflage 1797), die die Naturwissenschaften popularisierten und Wasserbau und maritime Themen behandelten.
1797 veröffentlichte er das Buch, das ihn berühmt machen sollte: Proofs of a Conspiracy against all the Religions and Governments of Europe, carried on in the Secret Meetings of Free-Masons, Illuminati and Reading Societies („Beweise einer Verschwörung gegen alle Religionen und Regierungen von Europa, durchgeführt in den geheimen Versammlungen der Freimaurer, Illuminaten und Lesegesellschaften“). Darin stellte Robison die Verschwörungstheorie auf, dass die Illuminaten, eine 1785 aufgelöste radikalaufklärerische Geheimgesellschaft, die europäischen Freimaurer unterwandert und dadurch die Französische Revolution ausgelöst hätten. Diese Thesen wurden im aufgeheizten Klima der 1790er Jahre weit verbreitet und intensiv diskutiert. In Neuengland lösten sie eine regelrechte Illuminatenpanik aus.

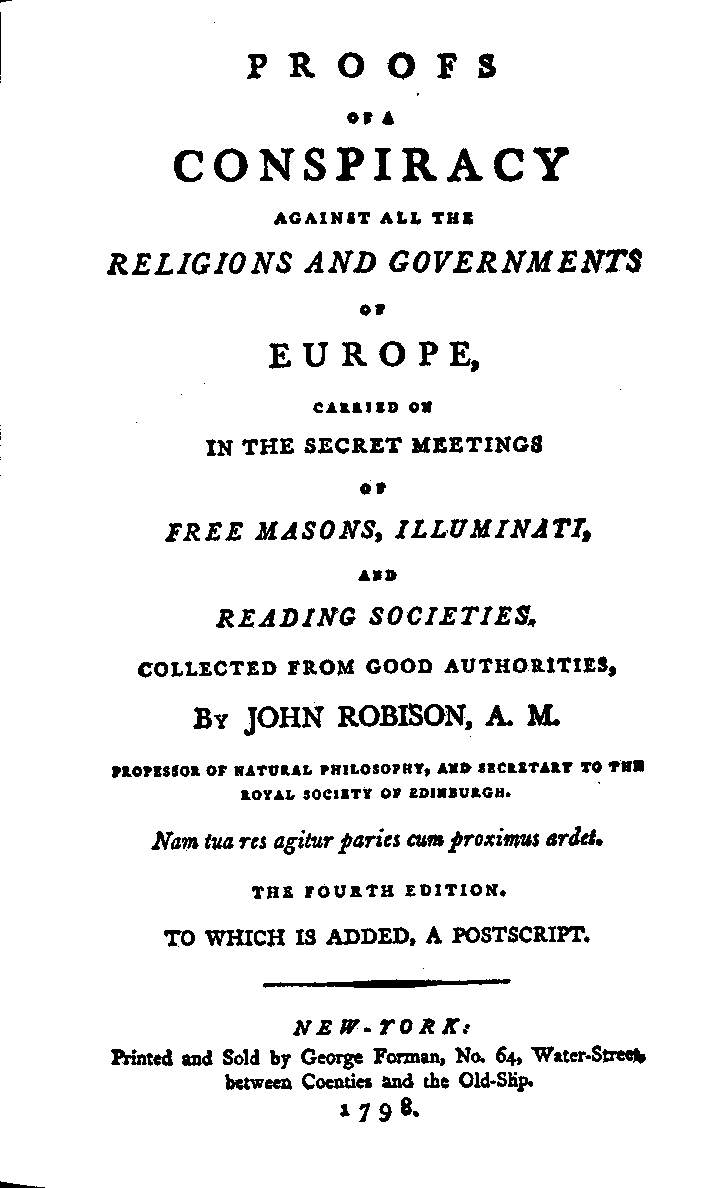
Robison Proofs of Conspiracy 1798

1803 gab er die Vorlesungen über Chemie von Black heraus. 1804 veröffentlichte er den ersten Band seiner Elements of mechanical philosophy heraus, der einzige der Bände, der erschien (über Dynamik und Astronomie).
1783 wurde er zum Mitglied der Royal Society of Edinburgh gewählt. 1798 wurde er Ehrendoktor der späteren Princeton University und 1800 Ehrenmitglied der Russischen Akademie der Wissenschaften in Sankt Petersburg.
Sein Sohn John Robison (1778–1843) brachte es als militärischer Berater in Indien zu Wohlstand und war Erfinder.